# Tony Marchi
Pour les articles homonymes, voir Marchi.
Anthony Marchi dit Tony Marchi (né à Londres, le 21 janvier 1933 et mort à Chelmsford le 15 mars 2022) est un footballeur et entraîneur anglais des années 1950 et 1960.

## Biographie
Il commence sa carrière avec le club londonien de Tottenham Hotspur puis joue deux ans en Italie dans les clubs de Vicenza et de Torino, avant de finir sa carrière chez les Spurs.

## Palmarès
- Champion d'Angleterre en 1951 et en 1961 avec Tottenham
- Vainqueur de la Coupe d'Angleterre en 1961 et en 1962 avec Tottenham
- Vainqueur de la Coupe d'Europe des vainqueurs de coupe en 1963 avec Tottenham
- Vice-champion d'Angleterre en 1952, 1957 et en 1963 avec Tottenham